# Sân bay Guillermo León Valencia

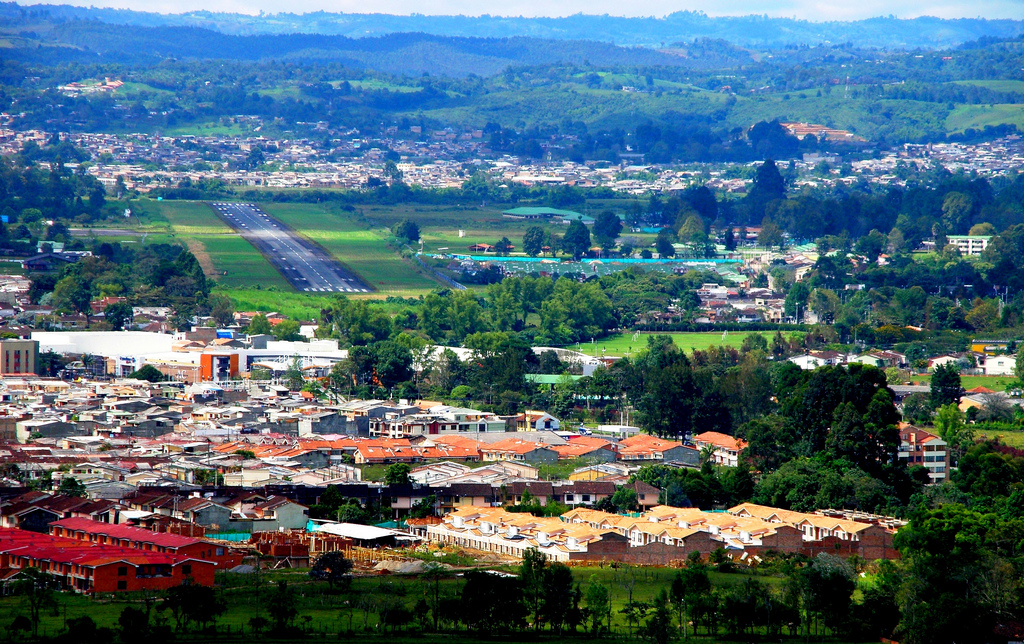

Sân bay Guillermo León Valencia (tiếng Tây Ban Nha: Aeropuerto Guillermo León Valencia) (IATA: PPN, ICAO: SKPP) là một sân bay phục vụ Popayán, thủ phủ của tỉnh Cauca ở Colombia.

## Các hãng hàng không và các tuyến điểm
Hiện có các hãng hàng không sau đang hoạt động tại sân bay này:
- Avianca (Bogotá)
- AIRES (Bogotá)
- SATENA (Bogotá, Guapi)